# جايد (مورتال كومبات)
جيد هي شخصية خيالية خيالية في سلسلة ألعاب القتال مورتال كومبات التي طورتها ميدواي للألعاب. ظهرت للمرة الأولى في لعبة مورتال كومبات 2 التي صدرت سنة 1993 كشخصية سرية غير قابلة للعب. ظهرت كشخصية قابلة للعب في التيمت مورتال كومبات 3. ظهرت أيضا في القصص المصورة وفي فيلم مورتال كومبات: إبادة.